# Vannecourt
Vannecourt est une commune française située dans le département de la Moselle, en région Grand Est.

## Géographie

### Localisation
Vannecourt se situe au pied de la côte viticole qui court entre Château-Salins et Morhange, orientée est - sud-est.

### Communes limitrophes
| Oron    | Château-Bréhain | Dalhain      |
| Fonteny | Vannecourt      |              |
| Vaxy    | Puttigny        | Burlioncourt |

### Hydrographie
La commune est située dans le bassin versant du Rhin au sein du bassin Rhin-Meuse. Elle est drainée par le ruisseau de St-Denis, le ruisseau de Vannecourt et le ruisseau la Breme.

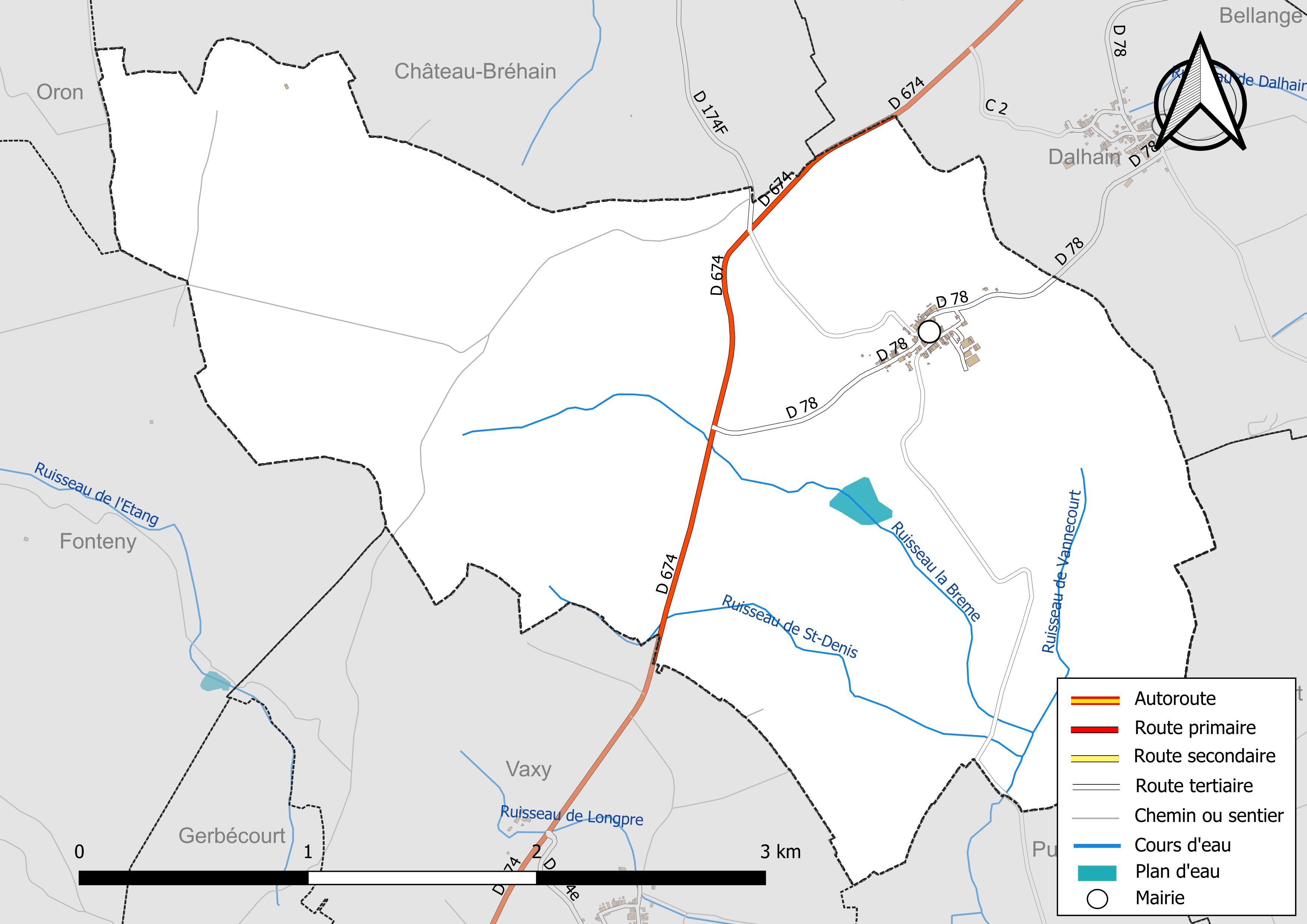
Réseaux hydrographique et routier de Vannecourt.

### Climat
Pour des articles plus généraux, voir Climat du Grand Est et Climat de la Moselle.
En 2010, le climat de la commune est de type climat des marges montargnardes, selon une étude du Centre national de la recherche scientifique s'appuyant sur une série de données couvrant la période 1971-2000. En 2020, Météo-France publie une typologie des climats de la France métropolitaine dans laquelle la commune est exposée à un climat semi-continental et est dans la région climatique  Lorraine, plateau de Langres, Morvan, caractérisée par un hiver rude (1,5 °C), des vents modérés et des brouillards fréquents en automne et hiver. 
Pour la période 1971-2000, la température annuelle moyenne est de 9,7 °C, avec une amplitude thermique annuelle de 17 °C. Le cumul annuel moyen de précipitations est de 832 mm, avec 12,1 jours de précipitations en janvier et 9,5 jours en juillet. Pour la période 1991-2020, la température moyenne annuelle observée sur la station météorologique de Météo-France la plus proche, « Lesse_sapc », sur la commune de Lesse à 10 km à vol d'oiseau, est de 10,7 °C et le cumul annuel moyen de précipitations est de 694,0 mm. 
La température maximale relevée sur cette station est de 40 °C, atteinte le 25 juillet 2019 ; la température minimale est de −20,7 °C, atteinte le 20 décembre 2009,,. 
Les paramètres climatiques de la commune ont été estimés pour le milieu du siècle (2041-2070) selon différents scénarios d'émission de gaz à effet de serre à partir des nouvelles projections climatiques de référence DRIAS-2020. Ils sont consultables sur un site dédié publié par Météo-France en novembre 2022.

## Urbanisme

### Typologie
Au 1er janvier 2024, Vannecourt est catégorisée commune rurale à habitat très dispersé, selon la nouvelle grille communale de densité à sept niveaux définie par l'Insee en 2022.
Elle est située hors unité urbaine et hors attraction des villes,.

### Occupation des sols
L'occupation des sols de la commune, telle qu'elle ressort de la base de données européenne d’occupation biophysique des sols Corine Land Cover (CLC), est marquée par l'importance des territoires agricoles (64,2 % en 2018), une proportion identique à celle de 1990 (64,2 %). La répartition détaillée en 2018 est la suivante : terres arables (51,1 %), forêts (35,8 %), zones agricoles hétérogènes (13,1 %). L'évolution de l’occupation des sols de la commune et de ses infrastructures peut être observée sur les différentes représentations cartographiques du territoire : la carte de Cassini (XVIIIe siècle), la carte d'état-major (1820-1866) et les cartes ou photos aériennes de l'IGN pour la période actuelle (1950 à aujourd'hui).

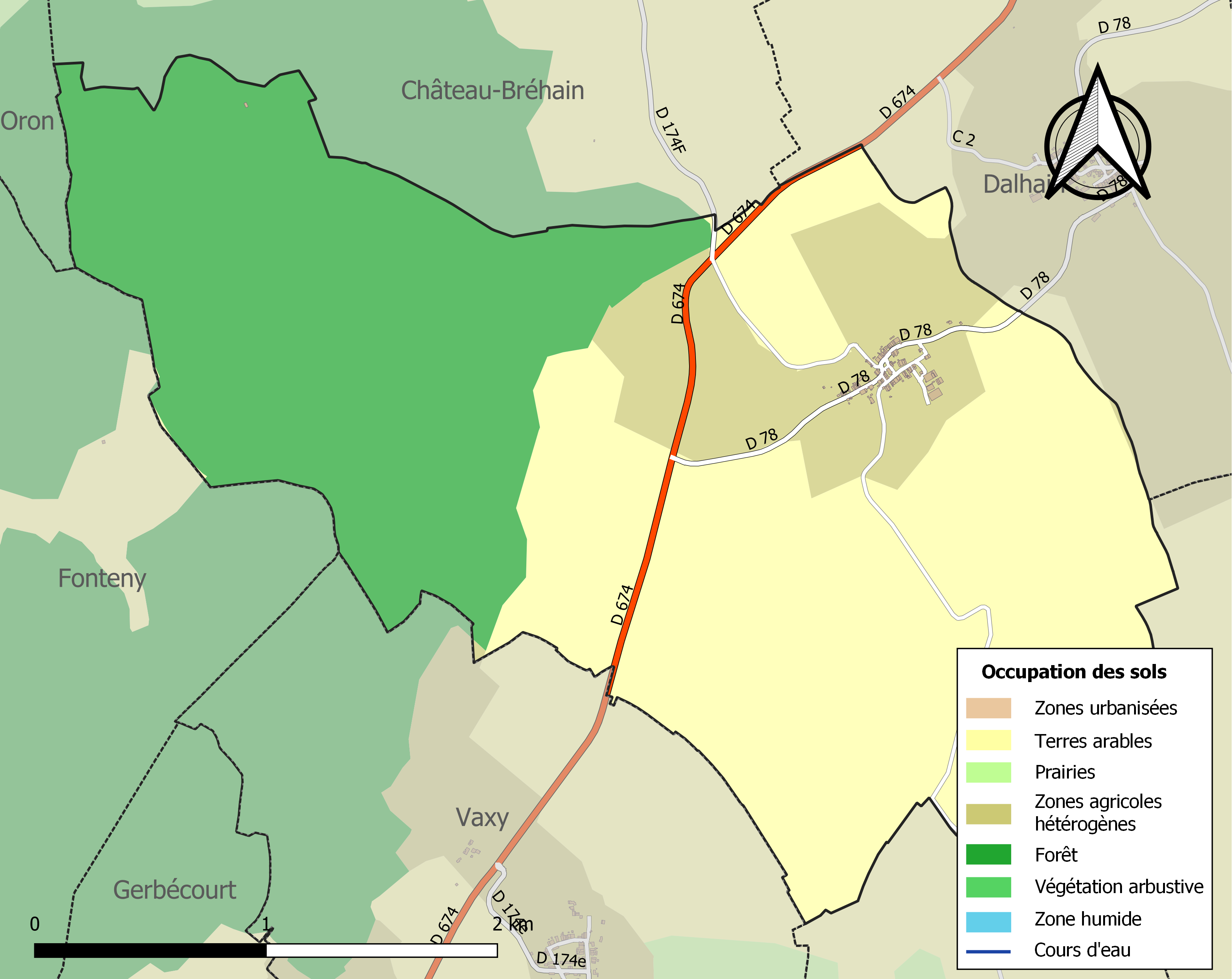
Carte des infrastructures et de l'occupation des sols de la commune en 2018 (CLC).

## Toponymie
- Vannecourt[13],[14] : Warnugo curtis/Uuarnugo curte et Uuarningas (777), Warningas (782)[15], Wermingen (1261, 1281), Warnecuria (1293), Werlingerberge (1305, 1351), Wanecourt (1492), Warnecourt (1500), Werlingen (1520, 1547), Wannecourt (1550), Venencourt (1566), Vannecourt (1793), Warnhofen (1915-1918 et 1940-1944).
- Gossoncourt[16] : Gunzoniscurtis (1105), Gonsoncuriam (1293), Gonsoncort (1320), Gonsoncourt (1343).

## Histoire
Village et bien du prieuré de Salonnes, dans la province de Lorraine. 
L'ancien village détruit de Gossoncourt était situé sur le ban de la commune.

## Politique et administration
| Période                                  | Période  | Identité          | Étiquette | Qualité |
| ---------------------------------------- | -------- | ----------------- | --------- | ------- |
| avant 1995                               | 1995     | Nicole Bergbauer  |           |         |
| mars 1995                                | 2008     | Francis Bergbauer |           |         |
| mars 2008                                | ?        | Bernard Boudot    |           |         |
| mai 2020                                 | En cours | Michel Rambour    | RN        |         |
| Les données manquantes sont à compléter. |          |                   |           |         |

## Démographie
L'évolution du nombre d'habitants est connue à travers les recensements de la population effectués dans la commune depuis 1793. Pour les communes de moins de 10 000 habitants, une enquête de recensement portant sur toute la population est réalisée tous les cinq ans, les populations de référence des années intermédiaires étant quant à elles estimées par interpolation ou extrapolation. Pour la commune, le premier recensement exhaustif entrant dans le cadre du nouveau dispositif a été réalisé en 2006.

En 2022, la commune comptait 69 habitants, en évolution de −14,81 % par rapport à 2016 (Moselle : +0,52 %, France hors Mayotte : +2,11 %).
| 1793 | 1800 | 1806 | 1821 | 1831 | 1836 | 1841 | 1846 | 1851 |
| ---- | ---- | ---- | ---- | ---- | ---- | ---- | ---- | ---- |
| 305  | 339  | 375  | 350  | 369  | 441  | 420  | 439  | 451  |

| 1856 | 1861 | 1871 | 1875 | 1880 | 1885 | 1890 | 1895 | 1900 |
| ---- | ---- | ---- | ---- | ---- | ---- | ---- | ---- | ---- |
| 420  | 411  | 335  | 307  | 308  | 316  | 276  | 269  | 266  |

| 1905 | 1910 | 1921 | 1926 | 1931 | 1936 | 1946 | 1954 | 1962 |
| ---- | ---- | ---- | ---- | ---- | ---- | ---- | ---- | ---- |
| 258  | 246  | 226  | 180  | 168  | 156  | 123  | 108  | 104  |

| 1968 | 1975 | 1982 | 1990 | 1999 | 2006 | 2011 | 2016 | 2021 |
| ---- | ---- | ---- | ---- | ---- | ---- | ---- | ---- | ---- |
| 82   | 77   | 66   | 83   | 60   | 82   | 88   | 81   | 71   |

| 2022 | - | - | - | - | - | - | - | - |
| ---- | - | - | - | - | - | - | - | - |
| 69   | - | - | - | - | - | - | - | - |

## Culture locale et patrimoine

### Lieux et monuments
- Vestiges gallo-romains au lieu-dit Sous-Maince : tuiles, tessons de céramique, villas.
- Église Saint-Denis, 1753 : autels du XVIIIe siècle.
- Chapelle de Halibach, aujourd'hui disparue.

### Personnalités liées à la commune
- Daniel Thomas Olry de Valcin (21 janvier 1737 à Vannecourt ; 11 juillet 1812 à Metz) est un général de la Révolution française. Il fut promu général de brigade le 20 mai 1795 dans l'artillerie.
- Théophile Klaine (29 mars 1842 à Vannecourt —  5 décembre 1911 à Libreville), missionnaire et botaniste[22].

### Héraldique
| Blason de Vannecourt | Blason  | Écartelé aux 1 et 4 d'argent à l'écusson de gueules, et aux 2 et 3 de gueules à deux saumons adossés d'argent. |
| Blason de Vannecourt | Détails | Le statut officiel du blason reste à déterminer.                                                               |